# 富岡バイパス
富岡バイパス（とみおかバイパス）とは、群馬県甘楽郡甘楽町大字福島から同県富岡市田島に至る国道254号のバイパスである。別名「富岡バイパスシルキーライン」とも呼ばれる。甘楽町福島から富岡市富岡までは暫定2車線、富岡市富岡から同市田島までは4車線での供用。道沿いには量販店などが建ち並び、周辺地域のメインロードとなっている。
1976年に事業化され、富岡市田島側より工事を開始。2000年までに現在の区間まで全通したが、当初予定していた延長と現在開通しているものとは違うものとなっている（古い道路地図などを見ると予定していた道路体系がわかる）。2000年に事業化した甘楽吉井バイパスと連結するための予定変更と思われる。

## 概要
- 起点 - 群馬県甘楽郡甘楽町大字福島
- 終点 - 群馬県富岡市田島
- 全長 - 8.27km
  - 第一工区（田島交差点 - 一ノ宮交差点） - 1km
  - 第二工区（一ノ宮交差点 - 小沢交差点） - 2.83km
  - 第三工区（小沢交差点 - 総合病院前交差点） - 1.31km
  - 第四工区（総合病院交差点 - 福島跨線橋北交差点） - 3.13km
- 全通 - 2000年

## 交差する主な道路
- 群馬県道197号下高尾小幡線 - 甘楽町大字福島（福島跨線橋北交差点）（起点）
- 国道254号甘楽吉井バイパス - 甘楽町大字福島（福島跨線橋北交差点）（起点）
- 群馬県道197号下高尾小幡線 - 甘楽町大字福島（福島北交差点）
- 西毛広域幹線道路（群馬県道10号前橋安中富岡線バイパス）、群馬県道46号富岡神流線 - 富岡市富岡（しののめ跨線橋北交差点）
- 群馬県道10号前橋安中富岡線現道 - 富岡市富岡（小沢交差点）
- 群馬県道218号中野谷富岡線 - 富岡市七日市（生涯学習センター前交差点）
- 群馬県道47号一ノ宮妙義線 - 富岡市一ノ宮（一ノ宮北交差点）
- 国道254号（現道）、群馬県道199号菅原一ノ宮線 - 富岡市一ノ宮（一ノ宮交差点）
- 群馬県道207号一ノ宮停車場線 - 富岡市一ノ宮（一ノ宮駅前交差点）
- 群馬県道192号秋畑富岡線 - 富岡市一ノ宮（合同庁舎前交差点）
- 国道254号（現道）- 富岡市田島（田島交差点）（終点）

## 通過市町村
- 群馬県
  - 甘楽郡甘楽町
  - 富岡市

## 接続するバイパスの位置関係
（東京方面）甘楽吉井バイパス - 富岡バイパス - （現道） - 下仁田バイパス（佐久方面）